# Milesgambiet
Het Milesgambiet is in de opening van een schaakpartij een variant van het Siciliaans en het heeft de volgende zetten:

1. e4 c5 (Siciliaanse verdediging)
2. c3 (Alapinvariant) Pf6
3. e5 Pd5
4. d4 cd
5. Lc4 Dc7

Het gambiet is vernoemd naar Anthony Miles die het heeft geanalyseerd, en het valt onder ECO-code B22, de Alapinvariant.

## Milesgambiet in het koningsgambiet
Er bestaat ook een variant in het koningsgambiet die het Milesgambiet genoemd wordt. Het ontstaat na de zetten

1. e4 e5
2. f4 (koningsgambiet) d5 (Falkbeertegengambiet)
3. exd5 Lc5

Dit gambiet valt onder ECO-code C31, het Falkbeertegengambiet.